# Ниязов, Мирослав Джумабекович
Мирослав Джумабекович Ниязов (кирг. Мирослав Джумабек уулу Ниязов; род. 8 сентября 1951 г., Ак-Суу, Московский район, Чуйская область, Кыргызская ССР, СССР) — советский и киргизский государственный деятель, дипломат (имеет ранг Чрезвычайного и Полномочного посла), генерал-майор.

## Биография

### Ранняя жизнь и образование
Мирослав Ниязов — этнический киргиз. Родители — педагоги: отец был директором школы, мать — учителем. В детстве и юношестве собирал хлопок, играл в духовом оркестре (первые деньги заработали, играя на танцах и похоронах); увлекался разными видами спорта, включая волейбол и баскетбол. Имеет спортивные разряды.
«Мои родители из Московского района, но 45 лет после окончания университета они работали на юге в Ноокенском районе, в селе Ленинское. И хотя я вырос на юге, но корни мои здешние».
Учился во Фрунзенском политехническом институте. Получил высшее образование по специальности инженер-механик.

### Карьера
1974—1976 гг. — мастер, а затем старший мастер участка на машиностроительном заводе им. В. И. Ленина в г. Фрунзе (Бишкек).
1976—1991 гг. — сотрудник КГБ СССР, начальник УГКНБ Джалал-Абадской области.
1991—1996 гг. — заместитель председателя КГБ Кыргызстана.
1996—1997 гг. — заместитель главы Министерства национальной безопасности КР. По словам Ниязова, он подал в отставку в связи с разногласиями между ним и президентом Акаевым.
1998—2000 гг. — эксперт Жогорку Кенеш.
2000—2001 гг. — заместитель главы Министерства национальной безопасности КР.
2001—2005 гг. — Чрезвычайный и Полномочный Посол Кыргызской Республики в Республике Таджикистан. После начала Тюльпановой революции покинул Таджикистан на машине, поскольку был вызван в Бишкек.
2005 (с апреля) — 2006 гг. — секретарь Совета Безопасности КР. Получил эту должность по предложению Бакиева. Возглавлял госкомиссию по расследованию событий 24 марта 2005 года.
2010 г. — член Конституционного совещания КР; руководитель партии «Эл Арманы» (сотрудничала с партией «Единый Кыргызстан»).
Март 2019 — сентябрь 2021 гг. — Чрезвычайный и Полномочный Посол Кыргызстана в Афганистане. Покинул пост по состоянию здоровья.

### Личная жизнь
Владеет русским и киргизским языками.
У Ниязова трое родных братьев, один из них был заместителем мэра Находки. Женат (супруга — бухгалтер), трое детей два сына и дочь. Старший сын служил в Баткене, младший пробовал себя в предпринимательстве.
Хобби — бильярд, баня, рыбалка.

## Высказывания
«Я не прислуживал ни Акаеву, ни Бакиеву. Это и есть достоинство офицера, который носит форму. Он не может служить кому-то, он должен служить Отечеству. Ау нас все изменилось, искривилось, я с внутренней болью созерцаю все то, что происходит в этой стране».
«У нас есть юг и север. Кыргызы, как нация никогда не были объединены в одну государственность, в единое целое. Мы жили небольшими, так скажем, родоплеменными объединениями. И сегодня мы должны все-таки понять, что мы единая нация, единый народ, что у нас одна земля, что мы имеем огромные богатства в недрах этой земли. Мы должны сохранить её. Это земля не для Акаева или Бакиева, а для народа».
«Кыргыз, как зебра. Непокорный. Зебру никому ещё не удалось приручить и обуздать».

## Награды
- Орден «Достук» (20 ноября 2017 года) — за существенный вклад в социально-экономическое развитие Кыргызской Республики и проведение экономических, социальных реформ, а также высокие достижения в профессиональной деятельности[6]